# Martin du Bellay
Martin du Bellay (1495-1559) (Castelo de Glatigny, perto de Souday, Perche (Loir-et-Cher), 1495 † 9 de Março de 1559), foi general, diplomata e historiador francês.  A sua obra "Mémoires historiques" sobre as Guerras Italianas foi uma das fontes mais importantes durante a época em que viveu.  Era irmão do cronista francês Guillaume du Bellay e do cardeal Jean du Bellay.

## Biografia
Era o terceiro filho de Louis du Bellay de Marguerite de la Tour-Landry.  E como seus irmãos, foi também um hábil negociador, grande capitão e protetor das letras.  Ele e seu irmão Guillaume deixaram algumas memórias ainda muito apreciadas nos dias de hoje e também convenceram o rei Francisco I a trazer ao seu convívio alguns eruditos e sábios de sua época.

## Obra
As suas Memórias Históricas foram escritas entre os anos 1513 e 1547, abrangendo 10 volumes, sendo que os volumes 5, 6 e 7 foram tirados do 5o volume da obra Ogdoade de Guillaume du Bellay. Estas memórias curiosas abrangem descrições de batalhas e assédios de cidades vividas pelo autor. Devemos a sua publicação ao escritor René du Bellay, Barão de La Lande, filho de Guillaume du Bellay. Sua última edição foi publicada pelo Padre Lambert em Paris, em 1753, acompanhado de notas críticas, históricas e evidências documentais, para uso sobre a história do reinado de Francisco I.